# Reinaldo Gorno
Reinaldo Berto Gorno (ur. 18 lipca 1918 w Yapeyú w prowincji Corrientes, zm. 10 kwietnia 1994 w Buenos Aires) – argentyński lekkoatleta długodystansowiec, wicemistrz olimpijski z 1952.
Zdobył srebrne medale w biegu na 10 000 metrów na mistrzostwach Ameryki Południowej w 1941 w Buenos Aires i w 1945 w Montevideo, a także złoty medal w biegu przełajowym w 1945.
Później wyspecjalizował się w biegu maratońskim. Zdobył srebrny medal w tej konkurencji na igrzyskach panamerykańskich w 1951 w Buenos Aires, za swym rodakiem Delfo Cabrerą. Na mistrzostwach Ameryki Południowej w 1952 w Buenos Aires także wywalczył srebrny medal, tym razem w półmaratonie, ponownie przegrywając z Delfo Cabrerą.
Wielokrotnie stawał na podium nieoficjalnych mistrzostw Ameryki Południowej.
Na igrzyskach olimpijskich w Helsinkach zdobył srebrny medal w maratonie, przegrywając jedynie z Emilem Zátopkiem z Czechosłowacji.
W 1954 wygrał maraton w Fukuoce, jako pierwszy zawodnik spoza Japonii.
Jego najlepszy wynik w maratonie wynosił 2:20:28 (osiągnięty 19 kwietnia 1955 w Bostonie), wynik ten był rekordem Ameryki Południowej.